# 西安地铁8号线
西安地铁8号（环）线是西安地铁的环线，全长49.896公里，共设37座车站，其中换乘车站18座，所有车站均为地下车站。列车采用6节A型车编组，设计时速最高80km/h，具有GoA4全自动地铁驾驶技术。
8号线已于2019年10月31日开工，于2024年12月26日开通初期运营。

## 历史
2019年10月21日，西安地铁官网发布《西安市地铁八号线工程环境影响报告书（征求意见稿）》。10月31日，8号线开工建设。
2024年2月8日，西安市民政局发布《关于西安地铁8号线、10号线站点命名方案的公示》，在收到部分调整意见后，3月15日公布调整后的命名方案。

## 车站列表
所有车站都位于西安市内。
|                         |               |                |          |                |
| 站名                    | 行政区        | 启用日期       | 接驳线路 | 站台类型       |
| ↑成环运行，接省体育馆站 |               |                |          |                |
| 山门口                  | 雁塔区        | 2024年12月26日 |          | 地下岛式站台   |
| 安化门                  | 雁塔区        | 2024年12月26日 |          | 地下岛式站台   |
| 东仪路                  | 雁塔区        | 2024年12月26日 |          | 地下岛式站台   |
| 电视塔                  | 雁塔区        | 2024年12月26日 | 2号线    | 地下岛式站台   |
| 大唐不夜城              | 雁塔区        | 2024年12月26日 |          | 地下岛式站台   |
| 曲江池西                | 雁塔区        | 2024年12月26日 | 4号线    | 地下岛式站台   |
| 寒窑                    | 雁塔区        | 2024年12月26日 |          | 地下岛式站台   |
| 新开门                  | 雁塔区        | 2024年12月26日 |          | 地下岛式站台   |
| 缪家寨                  | 雁塔区        | 2024年12月26日 |          | 地下岛式站台   |
| 植物园                  | 雁塔区        | 2024年12月26日 |          | 地下岛式站台   |
| 马腾空                  | 雁塔区        | 2024年12月26日 | 5号线    | 地下岛式站台   |
| 东等驾坡                | 雁塔区        | 2024年12月26日 |          | 地下岛式站台   |
| 西等驾坡                | 雁塔区        | 2024年12月26日 |          | 地下岛式站台   |
| 万寿南路                | 新城区        | 2024年12月26日 | 6号线    | 地下岛式站台   |
| 韩森寨                  | 新城区        | 2024年12月26日 |          | 地下岛式站台   |
| 万寿路                  | 新城区        | 2024年12月26日 | 1号线    | 地下岛式站台   |
| 幸福林带北              | 新城区        | 2024年12月26日 |          | 地下双岛式站台 |
| 米家崖                  | 灞桥区 未央区 | 2024年12月26日 |          | 地下岛式站台   |
| 广泰门                  | 未央区        | 2024年12月26日 | 3号线    | 地下岛式站台   |
| 北辰东路                | 未央区        | 2024年12月26日 |          | 地下岛式站台   |
| 井上村                  | 未央区        | 2024年12月26日 | 10号线   | 地下岛式站台   |
| 余家寨                  | 未央区        | 2024年12月26日 | 4号线    | 地下岛式站台   |
| 市第三医院              | 未央区        | 2024年12月26日 |          | 地下岛式站台   |
| 青少年中心              | 未央区        | 2024年12月26日 | 2号线    | 地下岛式站台   |
| 霸城门                  | 未央区        | 2024年12月26日 |          | 地下岛式站台   |
| 大风阁                  | 未央区        | 2024年12月26日 |          | 地下岛式站台   |
| 红庙坡                  | 莲湖区        | 2024年12月26日 |          | 地下岛式站台   |
| 景曜门                  | 莲湖区        | 2024年12月26日 |          | 地下岛式站台   |
| 光化门                  | 莲湖区        | 2024年12月26日 |          | 地下岛式站台   |
| 白家口                  | 莲湖区        | 2024年12月26日 |          | 地下岛式站台   |
| 开远门                  | 莲湖区        | 2024年12月26日 | 1号线    | 地下岛式站台   |
| 土门                    | 莲湖区        | 2024年12月26日 |          | 地下岛式站台   |
| 金光门                  | 莲湖区 雁塔区 | 2024年12月26日 | 5号线    | 地下岛式站台   |
| 延平门                  | 雁塔区        | 2024年12月26日 | 3号线    | 地下岛式站台   |
| 科技二路                | 雁塔区        | 2024年12月26日 |          | 地下岛式站台   |
| 木塔寺西                | 雁塔区        | 2024年12月26日 |          | 地下岛式站台   |
| 省体育馆                | 雁塔区        | 2024年12月26日 | 6号线    | 地下双岛式站台 |
| ↓成环运行，接山门口站   |               |                |          |                |